# Campionat del Món d'esgrima de 1937
El Campionat del Món d'esgrima de 1937 fou la primera edició del Campionat del Món d'esgrima. Es va disputar a París.

## Resultats

### Resultats femenins
| Proves            | Or                                                                                                 | Plata                                                                   | Bronze                                                                                         |
| Floret individual | Helene Mayer                                                                                       | Ilona Elek                                                              | Ellen Preis                                                                                    |
| Floret per equips | HongriaErna Bogáti · Ilona Elek · Margit Elek · Katalin Horváth · Györgyné Rozgonyi · Ilona Vargha | Alemanya Hedwig Haß · Helene Mayer · Olga Oelkers · Rotraud von Wachter | DinamarcaUlla Barding · Karen Lachmann · Kate Mahaut · Grete Olsen · Aya Pedersen · Mitzi With |

## Medaller
| Posició | País      | Or | Plata | Bronze | Total |
| 1       | Hongria   | 3  | 2     | 1      | 6     |
| 2       | Itàlia    | 3  | 1     | 0      | 4     |
| 3       | França    | 1  | 4     | 1      | 6     |
| 4       | Alemanya  | 1  | 1     | 1      | 3     |
| 5       | Àustria   | 0  | 0     | 2      | 2     |
| 6       | Bèlgica   | 0  | 0     | 1      | 1     |
| 6       | Dinamarca | 0  | 0     | 1      | 1     |
| 6       | Suècia    | 0  | 0     | 1      | 1     |
| TOTAL   | TOTAL     | 8  | 8     | 8      | 24    |